# Фу Юдэ

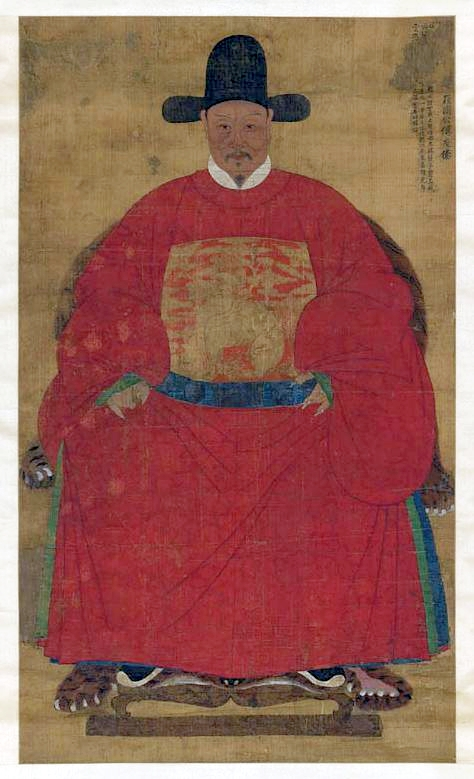
Фу Юдэ, Национальный музей в Варшаве

Фу Юдэ (傅友德; 1327 — 20 декабря 1394) — китайский полководец, генерал; командующий минского флота.

## Биография
Фу Юдэ происходил из скромной семьи в провинции Аньхой и стал выдающимся военачальником. В 1361 году, после службы под властью нескольких правителей, Фу сдался Чжу Юаньчжану. После своего блестящего похода в Сычуань в 1371 году Фу Юдэ был удостоен звания маркиза, а когда принц Янь встретился с ним в 1380 году, он служил заместителем Сюй Да, обучая войска, проводя патрулирование границы и надзирая за строительство оборонительных сооружений вдоль Великой китайской стены.
Осенью 1381 года генералу Фу Юдэ было приказано командовать 300-тысячной армией в Юньнани, которая тогда еще оставалась форпостом монгольской власти. Вместе с Тин Пуланом Фу Юдэ победил Басалаварми, сражаясь под властью императора Хунъу. Во главе с генералом Фу Юдэ армия Мин напала на Юньнань и попыталась подчинить себе монголов. Армия Мин убила около 60 000 человек и кастрировала маленьких сыновей заключенных в соответствии с древним обычаем.
В начале 1384 года кампания в Юньнани и Гуйчжоу была объявлена оконченной, и генерал Фу был награжден герцогством с годовой стипендией в размере трех тысяч пикулей риса.
Генерал Фу Юдэ прибыл в Бэйпин в 1385 году, чтобы принять на себя военное командование, оставшееся вакантным после смерти Сюй Да. Когда Фу Юдэ принял командование гарнизоном Бэйпина на театре военных действий, у него было около семнадцати гвардейских отрядов с численностью более 131 000 человек, в то время как численность войск всей страны превысила отметку в один миллион человек.
Со временем Фу Юдэ поднялся по служебной лестнице и в конечном итоге стал одним из самых важных генералов императора Хунъу. Однако в конце концов он был устранен императором 20 декабря 1394 года либо казнью, либо самоубийством по приказу императора.
Считается, что сын Юдэ женился на принцессе, а его дочь стала супругой третьего сына императора, Чжу Гана, принца Цинь (1358—1398).